# Juan Carlos Mesa
Diego Isidro Mesa, más conocido por su nombre artístico Juan Carlos Mesa (Córdoba, 15 de mayo de 1930-Buenos Aires, 2 de agosto de 2016) fue un autor, actor, humorista y director de cine y televisión argentino.

## Biografía

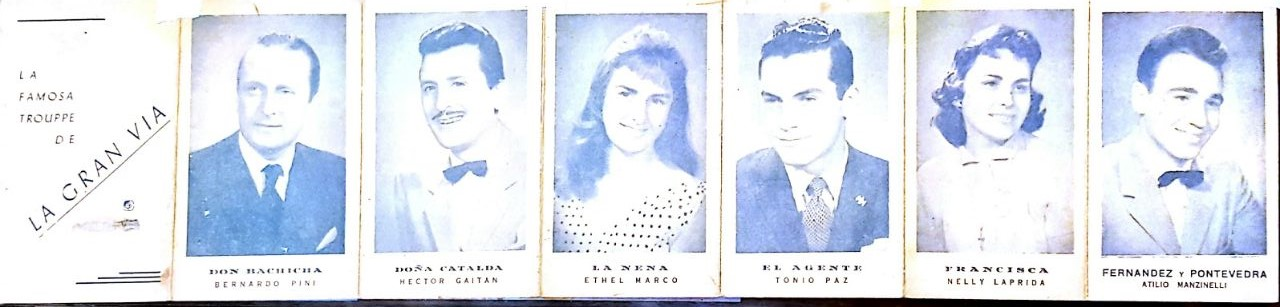
La Trouppe de la Gran Vía

Nació en la ciudad de Córdoba con el nombre de Diego Isidro Mesa. Sus primeros trabajos se remontan a la radio en su ciudad natal. En 1956 armó el elenco y escribió La Troupe de la Gran Vía, un programa que describía todo lo que ocurría en la céntrica calle San Martín de Córdoba. El programa tuvo gran repercusión y comenzó a salir de giras con el elenco.
Trabajó en Canal 11 junto a un equipo de autores escribiendo los guiones del programa «Los sueños del gordo Porcel», precisamente protagonizado por Jorge Porcel. Por ese entonces, el jefe de programación del canal, Héctor Maselli, lo convenció para trasladarse a Canal 9, junto a Carlos Garaycochea y Jorge Basurto, los otros autores. En 1965 crearon el programa cómico que se llamó La Matraca, y al año siguiente todos los nombrados se trasladaron a Canal 13.
Fue libretista de cómicos famosos como Pepe Biondi, Carlos Balá y Alberto Olmedo. Escribió los monólogos políticos de Tato Bores en la época de los militares. Posteriormente, formó equipo con otros libretistas, como los hermanos Basurto y Carlos Garaycochea, y con ellos creó numerosos éxitos, como La tuerca, Humor redondo, Hupumorpo, Jaujarana y Los Campanelli, que pertenecía como sketch al programa La feria de la alegría.
En 1983 protagonizó el popular programa humorístico Mesa de noticias; y su continuación, que fue El gordo y el flaco, junto al actor Gianni Lunadei, quien personificó al malvado Delanata. En 1992 escribió junto a Faruk y Gabriel Mesa el guion de la serie Brigada Cola, que trasladó a la televisión los personajes y situaciones de la tetralogía Los extermineitors compuesta por los filmes dirigidos por Carlos Galettini estrenados entre 1989 y 1992. Era un ambicioso proyecto que incluyó filmaciones en el exterior, utilización de un helicóptero y numerosos vehículos, efectos especiales a cargo de Tom Cundom y un elenco que incluía a Guillermo Francella, Gladys Florimonte, Gino Renni, Ricardo Lavié y hasta el propio hermano de Juan Carlos, Edgardo Mesa, entre otros. Hecha con un generoso presupuesto, estuvo entre los 10 programas más vistos de la temporada y se mantuvo tres años en cartel.
En 1997 pasaría a Radio Del Plata para conducir el programa El despertador. Ganó los premios Bamba,  Excelencia, el Martín Fierro al mejor programa y el Martín Fierro a la mejor conducción. En el año 2000 protagonizó una serie de Pol-ka llamada Primicias, encarnando a Américo Baigorria. Fue galardonado con el Premio Gobbi de Oro por la Academia Nacional del Tango en 2010.
Juan Carlos Mesa falleció a los 86 años, en la ciudad de Buenos Aires, el 2 de agosto de 2016 a causa de una insuficiencia renal provocada por el agravamiento de una diabetes.

## Relaciones familiares
Su hermano fue el actor, locutor y animador radial de extensa trayectoria Edgardo Mesa, con el que compartió diversos trabajos artísticos.
Casado durante 61 años con su esposa Edith Ávalos (fallecida en noviembre de 2015), tuvo con ella cuatro hijos: Juan Carlos (arquitecto), Gabriel Alejandro Mesa (guionista en Son de Fierro) y Juan Martín Mesa (libretista en RSM, resumen de los medios). Fueron padres de un niño, Jorge Daniel, que falleció a los dos meses de nacido. Como curiosidad, Edith Ávalos era a su vez hermana de Cristina, esposa de Edgardo.

## Su estilo de humor
Su estilo de humor cómico es llamado "humor blanco" dado que logra hacer humor a partir de sublimaciones como el grotesco, la caricatura, los juegos de palabras, el equívoco y la exageración y la crítica intelectual sin caer jamás en la chabacanería y eludiendo siempre al "humor verde" basado en el sexo. Por ejemplo, dijo que la argentina naturalizada neerlandesa y reina Máxima de Holanda en Argentina tiene un límite para sus ambiciones ya que en las rutas le aparece el cartel: "Máxima: 60 km".[cita requerida]
Por otra parte fue letrista de algunos tangos y escribió algunos textos poéticos como el que reza:  "No hay pueblo sin poesía ¡Ni poesía sin  pueblo!".

## Trayectoria

### Radio
| Programa                     | Emisora         |
| ---------------------------- | --------------- |
| Tenis de Mesa                | Radio Mitre     |
| El clan del aire             | Radio Mitre     |
| Dady 790                     | Radio Mitre     |
| La Máquina de contar         | Radio Belgrano  |
| Ping pong del Mundo          | Radio El Mundo  |
| El Surtidor, humor sin plomo | Radio El Mundo  |
| El Despertador               | Radio Del Plata |

### Cine
Como guionista
- El veraneo de los Campanelli (1971)
- El pícnic de los Campanelli (1972)
- Autocine mon amour (1972)
- Dos locos en el aire (1974)
- Brigada en acción (1977)
- El tío Disparate (1978)
- Sálvese quien pueda (1984)
- Mirame la palomita (1985)
- Los colimbas se divierten (1986)
- Rambito y Rambón primera misión (1986)
- Los colimbas al ataque (1987)
- Galería del terror (1987)
- Atracción peculiar (1988)
- El Arca (2007)
- Pájaros volando (2010)

### Televisión
Como guionista
| Programa                   | Año                  | Canal         |
| -------------------------- | -------------------- | ------------- |
| La matraca                 | 1965                 | Canal 9       |
| La tuerca                  | 1965-1972            | Canal 13      |
| El clan Balá               | 1967                 |               |
| Humor redondo              | 1967                 |               |
| Hupumorpo                  | 1974-1977            |               |
| Tato vs. Tato              | 1980                 |               |
| Tato por ciento            | 1981                 |               |
| La tuerca                  | 1982 (relanzamiento) | Canal 13      |
| Mesa de Noticias           | 1983-1986            | ATC/ Canal 13 |
| Vivan los novios           | 1988                 | Canal 11      |
| Stress                     | 1990                 |               |
| El Gordo y el Flaco        | 1991-1993            | Telefe        |
| Gran Hotel Casino          | 1992                 |               |
| Casero en castellano       | 1999                 |               |
| Dr. Amor                   | 2003                 | Canal Trece   |
| RSM, resumen de los medios | 2005                 | América TV    |

Como actor
| Programa                                            | Año       | Canal            |
| --------------------------------------------------- | --------- | ---------------- |
| Tato por ciento                                     | 1981      |                  |
| La tuerca                                           | 1982      | Canal 13         |
| Mesa de Noticias                                    | 1983-1987 | ATC/Canal 13     |
| Stress                                              | 1988-1990 |                  |
| El gordo y el flaco                                 | 1991-1993 | Telefe           |
| Gran Hotel Casino                                   | 1992      |                  |
| Rompenueces                                         | 1995      | Canal 9 Libertad |
| Casero en castellano                                | 1999      |                  |
| La Argentina de Tato (John Charles Table)           | 1999      | Canal Trece      |
| Primicias                                           | 2000      | Canal Trece      |
| El sodero de mi vida                                | 2001      | Canal Trece      |
| Dr. Amor                                            | 2003      | Canal Trece      |
| RSM, resumen de los medios (Participación especial) | 2005      | América TV       |